# Козель (Мазовецьке воєводство)
Козель (пол. Koziel) — село в Польщі, у гміні Бельськ-Дужий Груєцького повіту Мазовецького воєводства.
Населення — 94 особи (2011).
У 1975-1998 роках село належало до Радомського воєводства.

## Демографія
Демографічна структура станом на 31 березня 2011 року:
|          | Загалом | Допрацездатний вік | Працездатний вік | Постпрацездатний вік |
| -------- | ------- | ------------------ | ---------------- | -------------------- |
| Чоловіки | 53      | 10                 | 31               | 12                   |
| Жінки    | 41      | 9                  | 19               | 13                   |
| Разом    | 94      | 19                 | 50               | 25                   |